# پرایا
پرایا(به پرتغالی: Praia) (ˈpɾajɐ، معنی "ساحل"), پایتخت و بزرگترین شهر کیپ ورد، در اقیانوس اطلس غرب سنگال است.

## اقتصاد
محصولات عمده این شهر نیشکر، قهوه و ماهی است.

## منابع

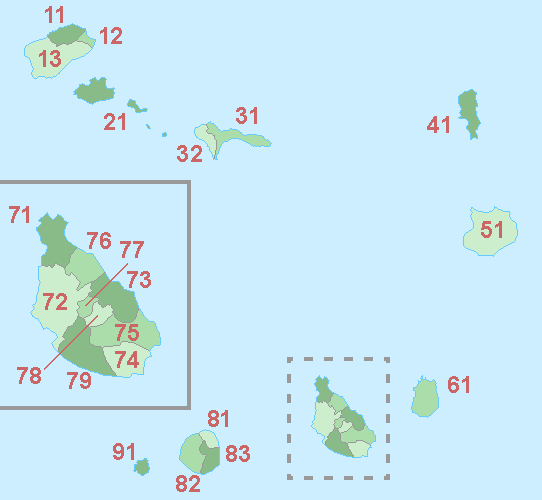
Municipalities of Cape Verde